# Yahya Mahayni
Yahya Mahayni es un actor sirio. En 2020 recibió el premio a la mejor interpretación masculina en la Bienal de Venecia por El hombre que vendió su piel  película que fue seleccionada para competir en la sección mejor película extrajera de los Premios Oscar.

## Trayectoria
Estudió derecho en la Facultad de Derecho de la Universidad de Granada. Estudió un año en la escuela de interpretación, participó en varios cortometrajes, participó en la comedia «Les visiteurs» antes de que le llegara por sorpresa el éxito con El hombre que vendió su piel  (2020) dirigida por Kaouther Ben Hania, una sátira del mundo del arte "comprometido" en el que un hombre vende su piel a cambio de su libertad. La película es nominada para los premios Oscar 2021 en el que comparte con Koen De Bouw y Monica Bellucci. Interpreta el papel de Sam Ali, un joven sirio que intenta escapar de la guerra. Tras sobrevivir sirviendo cócteles en las galerías de arte de Beirut, conocerá a Jeffrey Godefroi, un reconocido artista contemporáneo estadounidense con el que firma un acuerdo para tatuarse un visado Schengen en la espalda a forma de obra de arte, sin saber cuánto esto socavará para siempre su libertad.
"No se trata sólo de en qué parte del mundo nacemos sino en qué familia, qué medios tenemos, con qué acceso a la educación. En esta historia lo que le falta al protagonista es un papel, un simple visado".

## Premios y reconocimientos
- Premio Orizzonti 2020 al mejor actor en la 77 Bienal de Venecia por El hombre que vendió su piel .[7]

## Filmografía
- Opium (2016) Francia, dirigida por Pablo Dury
- Fearless Girl (2019) EE. UU.

- El hombre que vendió su piel (2020) Túnez